# 吴良墓
吴良墓是位于江苏省南京市紫金山北麓锁金村街道板仓街3号、明初功臣吴良的墓葬，与其弟吴祯墓、侄子吴忠墓相邻:572。

## 历史
明初功臣多安葬于南京，分属紫金山北麓（钟山之阴）等地。钟山之阴，因与明孝陵所在的钟山之阳相对，被视为明初功臣的最高礼遇。明代文献中，安葬于钟山之阴的功臣有十余人。经考古证实的，仅吴良、吳禎兄弟等六人，及两位姓名失考者。
吴良墓于1965年进行清理:572。当时所在地块属南京电影机械厂厂区。厂子倒闭后，土地出让，建成高档住宅小区——新世界花园。吴良墓、吴祯墓所在地块被小区包围，由小区物业负责日常管理。访客获得小区门卫许可，可参观。
此墓最初列为南京市文物保护单位。2003年，随着明孝陵入选世界文化遗产。2004年12月，发现吴良墓、吴祯墓的文保标志牌被毁坏。2006年5月，吴良墓做为明功臣墓归属于全国重点文物保护单位——明孝陵。

## 石像生
吴良、吴祯墓神道两侧的石像生本因吴良、吳禎兄弟品秩相等，规制相同，但因时间流失而失散。近代文献指，吴祯墓石像生存有石马二、石羊二、石虎二、石人二。吴良墓石像生存有龟趺一、石羊二、石虎二、石人二。1952年，吴祯墓石像生整体移动到吴良墓西侧；2002年，吴祯墓石像生又再次向西移动。
2017年时，东边石像生群标注为吴祯墓石刻。西边石像生群标注为吴良墓石刻，包括一件龟趺、两匹石马（有拉马侍）、两只石羊、两只石虎、两个石人（武将）。龟趺被认为本属吴祯墓。有文物爱好者向《金陵晚报》记者反映标注错误。记者将此事向文物部门进行反映，相关负责人表示，将到现场核实情况后，如果的确说名牌标错了，将做出改正。